# Florennes
Florennes (pronunciación en francés: /flɔ.ʁɛn/:  [flɔ.ʁɛn]) es un municipio valón localizado en Bélgica, en la provincia de Namur. A 1 de enero de 2019, Florennes tenía una población total de 11,310 habitantes. El área total es 133.55 km ², lo que hace una densidad de población de 85 habitantes por km².
Florennes alberga el Florennes Air Base, un aeródromo militar belga que es la base de los aviones F-16 Fighting Falcon.
Durante el primer fin de semana de julio, Florennes celebra un gran festival de música folk.

## Geografía
Se encuentra ubicada al suroeste de la provincia, en la région natural de Condroz.

### Secciones del municipio
El municipio comprende los antiguos municipios, que se fusionaron en 1977:
| - Florennes - Corenne - Flavion - Hanzinelle - Hanzinne - Hemptinne - Morialmé - Morville - Rosée - Saint-Aubin - Thy-le-Bauduin |

## Demografía

### Evolución
Todos los datos históricos relativos al actual municipio, el siguiente gráfico refleja su evolución demográfica, incluyendo municipios después de efectuada la fusión el 1 de enero de 1977.
| Gráfica de evolución demográfica de Florennes entre 1846 y 2020 |
|                                                                 |